# الفكر (مجلة)
الفكر هي مجلة شهرية أدبية وفكرية تونسية صدر عددها الأول في أكتوبر 1955 وتوقفت عن الصدور عام 1986. أسس هذه المجلة محمد مزالي وساعده في مواصلة صدورها البشير بن سلامة، وكلاهما تقلد الوزارة في عهد الرئيس الحبيب بورقيبة. لقد فتحت هذه المجلة صفحاتها أمام الأدباء والشعراء والمثقفين من مختلف المشارب الفكرية، وتولت في السبعينات خاصة رفع لواء الدفاع عن التعريب والعربية.